# Robert Porrett
Robert Porrett (Londres, 22 de septiembre de 1783 – 25 de noviembre de 1868). A pesar de no ser un químico profesional, hizo algunos descubrimientos importantes en este campo, como descubrir la electroendosmosis de manera independiente de Reuss, en el año 1816.

## Vida y obra
Desde que tenía 11 años se entretenía dibujando y escribiendo documentos oficiales de su padre, que era comerciante de artefactos de la Torre de Londres, lugar donde fue elegido oficial mayor en el departamento de artillería hasta que se retiró en 1850. Fue elegido Becario de la Royal Society el 9 de junio de 1848. Su posición en la Torre le llevó a interesarse por las antigüedades.
Descubrió la electroendosmosis de manera independiente de Reuss, en el año 1816.
Pensaba que se reducía a la sal de azul de Prusia por ebullición de una solución de azul de prusia con sulfuro de potasio, la que obtenía por destilación con ácido. describe el color rojo formado con sales de hierro y ácido prussous, lo llama el "principio de teñido".
En 1814, después de encontrar que el ácido contiene ácido prúsico y azufre, Porrett lo llamó el"ácido de teñido" o "ácido sulfurado chyazic" (chyazic = carbono + hidrógeno +ázoe).
La determinación cuantitativa del “ácido Sulfurado Chyazic” fue determinada por Berzelius.
El método de Porrett era muy tedioso, por lo que Gotthuss propone otro método más simple: La fusión de una mezcla de Ferrocianuro y azufre a una muy alta temperatura, lo que terminó con un cambio de nombre al ácido: “anthrazothionsäure”, a partir de análisis incorrectos llegó a conclusiones mucho más erradas que Porrett.
Grotthuss decía que los ácidos se comportan en el agua de tal manera que provocan una tensión electroquímica como el polo positivo de una batería, los álcalis se comportan como el polo negativo. También describe el color rojo formado con sales férricas, que habían sido descubiertas por Porret.
Por otra parte A. Vogel y W. Sömemerring, quienes llamaron al ácido, “schwefelblausäure”, encontrraron que la alta temperatura usada en la preparación por Grotthus era perjudicial.
Porrett también descubrió el ácido ferrocianico por la acción de ácido sulfúrico sobre una solución de una sal de bario, y mostró que por la electrólisis de una solución de ferrocianuro de sodio, el hierro en " Prusiatos triples" (ferrocinuros) forma la parte del radical ácido y emigra al polo positivo, el álcali se reúne en el polo negativo - el primer ejemplo de un ion complejo.
Porrett analizó los tiocianatos por calentamiento de una mezcla con óxido mercúrico en un tubo de hierro, recogía el dióxido de carbono y nitrógeno sobre mercurio, el dióxido de carbono entonces era absorbido por álcali. Al principio consideró el ácido ferrocianico como un compuesto de óxido de hierro y ácido prúsico, pero ahora como un compuesto de 1 átomo de hierro de metálico, 1 de ácido prúsico, y 2 de carbono. Con los pesos atómicos modernos se llega a la conclusión de que esto es incorrecto.
Berzelius rechazó la teoría de Porrett debido a que el prussiato de potasio (ferrocianuro de potasio) fue descubierto por Gmelin quien determinó, correctamente, su composición (K3Fe(CN)6), la forma cristalina y algunas de las reacciones.
Fue elegido miembro de la Sociedad de Anticuarios en 1840 y era Miembro de la Sociedad Astronómica.

## Premios
Fue galardonado con una medalla por la Sociedad de las Artes.